# Hathras
Hathras är den administrativa huvudorten för distriktet med samma namn, i den indiska delstaten Uttar Pradesh. Staden hade 135 594 invånare vid folkräkningen 2011, med förorter 160 909 invånare. Staden ligger där huvudvägen Agra-Aligarh korsar huvudvägen Mathura-Bareilly.